# El Mas de Llaneta
El Mas de Llaneta és una caseria del municipi d'Alcover, Alt Camp.
Es troba a uns 9 km al nord-oest d'Alcover, en plena serra de Prades, i s'hi accedeix per la carretera TV-7041 (Alcover - Mont-ral).
El 22 de març de 1993 es van localitzar dues tombes medievals, associades a una estructura d'habitatges, al camí que uneix el mas de Llaneta amb el mas d'en Jordi, uns 600 m més al sud.